# Leichtes Blut
Leichtes Blut, op. 319, är en polka av Johann Strauss den yngre. Den framfördes första gången den 10 mars 1867 i Volksgarten i Wien.

## Historia
Den 10 mars 1867 hade bröderna Strauss bjudit in till sin årliga "Carnival Revue", där de framförde alla de kompositioner de skrivit till årets karnevalsbaler. Summan av verk var imponerande: av totalt 25 verk hade Johann bidragit med fem, Josef med elva och Eduard med åtta. Om detta inte var nog så hade både Johann och Eduard kompletterat med splitternya kompositioner - Johanns bonusverk var polkorna Leichtes Blut och Postillon d’amour (op. 317). Polkan Leichtes Blut var specialskriven för "Carnival Revue" av två skäl: dels hade hans bröder fler verk på programmet och dels behövde han ännu ett verk att ta med sig till det stundande gästframträdandet i Paris med anledning av Världsutställningen 1867. Polkan blev mycket populär både i Wien (där den, trots det stora utbudet av musikverk, fick spelas om) och i Paris, och är ett av kompositörens mer spelade verk.
1899 använde Adolf Müller delar av polkan i operetten Wiener Blut, som bestod av sammansatt musik från Strauss verk.

## Om polkan
Speltiden är ca 2 minuter och 45 sekunder plus minus några sekunder beroende på dirigentens musikaliska tolkning.